# Sven Tomas Johansson
Sven Tomas Johansson (* 12. August 1969 in Västra Frölunda) ist ein schwedischer Badmintonspieler. 

## Karriere
Tomas Johansson nahm 1996 und 2000 jeweils im Herreneinzel an Olympia teil. Bei beiden Teilnahmen wurde er 17. in der Endabrechnung. Bereits 1993 hatte er seinen ersten nationalen schwedischen Titel gewinnen können. 1993 siegte er auch bei den Norwegian International. Bei der Europameisterschaft 1994 wurde er Zweiter im Herreneinzel.

## Sportliche Erfolge
| Saison    | Veranstaltung                     | Disziplin    | Platz | Name |
| --------- | --------------------------------- | ------------ | ----- | --- |
| 1992/1993 | Schweden: Einzelmeisterschaft     | Herreneinzel | 1     | Tomas Johansson (Västra Frölunda) |
| 1993      | Irish Open                        | Herreneinzel | 2     | Tomas Johansson |
| 1993      | Norwegian International           | Herreneinzel | 1     | Tomas Johansson |
| 1993      | Uppsala International             | Herreneinzel | 1     | Tomas Johansson |
| 1994      | Scottish Open                     | Herreneinzel | 1     | Tomas Johansson |
| 1994      | Europameisterschaft               | Herreneinzel | 2     | Tomas Johansson |
| 1996      | Olympia                           | Herreneinzel | 17    | Tomas Johansson |
| 1996      | Swiss Open                        | Herreneinzel | 2     | Tomas Johansson |
| 1999      | Nordische Meisterschaften         | Herreneinzel | 1     | Tomas Johansson |
| 1999/2000 | Schweden: Einzelmeisterschaft     | Herreneinzel | 1     | Tomas Johansson (Västra Frölunda) |
| 2000      | Olympia                           | Herreneinzel | 17    | Tomas Johansson |
| 2001/2002 | Deutsche Mannschaftsmeisterschaft | Mannschaft   | 2     | VfB Friedrichshafen (Henrik Bengtsson, Tomas Johansson, Ingo Kindervater, Lars Paaske, Michael Pongratz, Björn Siegemund, Peter Weinert, Rasmus Wengberg, Xu Huaiwen, Bettina Mayer, Nicol Pitro, Claudia Vogelgsang) |